# Aldo Maldera
Aldo Maldera (ur. 14 października 1953 roku w Mediolanie, zm. 1 sierpnia 2012) – włoski piłkarz występujący na pozycji obrońcy lub pomocnika.
Z zespołem AC Milan zdobył mistrzostwo Włoch w 1979 roku, Puchar Krajowych Mistrzów Europy w 1973 roku i Puchar Włoch w 1972 i 1973 roku. Z AS Roma w 1983 roku sięgnął po mistrzostwo Włoch, a w 1984 roku po puchar tego kraju. W reprezentacji Włoch w latach 1976–1979 rozegrał 10 meczów. Wystąpił na Mistrzostwach Świata 1978. Był rezerwowym na Euro 1980.
| Sezony    | Klub           | Mecze | Gole |
| --------- | -------------- | ----- | ---- |
| 1971–1982 | AC Milan       | 228   | 30   |
| 1972      | Bologna FC     | 3     | 0    |
| 1982–1985 | AS Roma        | 73    | 6    |
| 1985–1987 | ACF Fiorentina | 18    | 0    |